# موترام سنت اندرو
موترام سنت اندرو (به انگلیسی: Mottram St Andrew) یک روستا و محله مدنی در بریتانیا است که در چشر شرقی واقع شده‌است. موترام سنت اندرو ۴۹۳ نفر جمعیت دارد.